# ريسانة القهرمانة
ريسانة القهرمانة (توفت سنة 150 هـ / 767 م) هي قهرمانة من أصلٍ تركي، كانت تحت الخليفة العبَّاسي أبُو جعفر المنصُور.

## سيرة شخصية
لا يُعرف الكثير عن نشأة القهرمانة ريسانة، إلا أنها من أصلٍ تركي، ووصلت عن طريق الإهداء إلى الخليفة العبَّاسي الثاني أبو جعفر المنصُور من قبل واليه على المدينة المُنوَّرة، عيسى بن موسى، واشتهرت لوجود إقطاع باسمها في غرب بغداد يُسمى «إقطاع ريسانة»، وتعرف بدءًا من مسجد ابن رغبان في جانب الرَّصافة، فضلًا عن محلَّة قرب باب الشَّعير غربي بغداد تُعرف بـ «محلَّة ريسانة القهرمانة». لا تذكر المصادر التَّاريخيَّة شيئًا عن أعمالها، وعن سبب إعطائها الخليفة المنصُور هذه المكارم.

## وفاتها
بقيت ريسانة خمس سنوات في دار الخلافة، حتى توفيت سنة 150 هـ / 767 م، ودُفنت بالرَّصافة.

### فهرس المنشورات
1. 1 2  حسن (2013)، ص. 63.

### معلومات المنشورات كاملة
الكُتُب العربيَّة مرتبة حسب تاريخ النشر
- سولاف فيض الله حسن (2013). دور الجواري والقهرمانات في دار الخلافة العباسية (ط. 1). دمشق: صفحات للدراسات والنشر والتوزيع. ISBN:978-9933-495-13-8. OCLC:6914266520. OL:43175027M. QID:Q125689500.